# Schnell-Thermischer Argonaut-Reaktor Karlsruhe
Der Schnell-Thermische Argonaut-Reaktor Karlsruhe (STARK) war ein Forschungsreaktor, der von 1963 bis 1976 am Kernforschungszentrum Karlsruhe (heutige Nachfolgeinstitution: Karlsruher Institut für Technologie) betrieben wurde. Der Kernreaktor hatte eine thermische Leistung von zehn Watt und wurde ausschließlich zu Forschungszwecken eingesetzt.

## Geschichte
Anfang 1961 wurde der Forschungsreaktor vom Argonaut-Typ durch das Kernforschungszentrum Karlsruhe aus den USA importiert. Der erste Reaktor dieses Typs war ein paar Jahre zuvor am Argonne National Laboratory entworfen worden. Am 11. Januar 1963 erreichte der Reaktor seine erste Kritikalität, Ende Juni 1964 konnte dann der Forschungsbetrieb aufgenommen werden.
Der Reaktor war nach dem Forschungsreaktor 2, der zwei Jahre vorher in Betrieb gegangen war, die zweite von insgesamt sechs kerntechnischen Anlagen am Kernforschungszentrum Karlsruhe. Zwei Jahre später wurde der Mehrzweckforschungsreaktor, drei Jahre später wurden die Schnelle Nullenergie-Anordnung und ein Siemens-Unterrichtsreaktor in Betrieb genommen. Das Kernkraftwerk KNK wurde acht Jahre später erstmals kritisch.
Der Kernreaktor wurde als erster der fünf Forschungsreaktoren nach 13 Jahren Laufzeit im März 1976 abgeschaltet. Der Reaktor wurde daraufhin stillgelegt und schließlich 1977 aus dem Geltungsbereich des deutschen Atomgesetzes entlassen. Teile des Reaktors wurden an ein Museum verschenkt.

## Aufbau
Der Schnell-Thermische Argonaut-Reaktor war ein Kernreaktor vom Argonaut-Typ. Er hatte eine thermische Leistung von 10 Watt und wurde mit leichtem Wasser moderiert und gekühlt. Im Vergleich zu einem normalen Argonaut-Reaktor war jedoch die innere Graphit-Reflektorzone durch eine schnelle Kernzone mit variabler Materialzusammensetzung ausgetauscht. Der maximale thermische Neutronenfluss betrug 1,4 · 108 n/(cm2 s).

## Forschung
Der Forschungsreaktor wurde als Neutronenquelle zur Entwicklung von Messmethoden für Spektren und Kernreaktionsraten sowie zur Bestimmung von Reaktivität und zur Rauschanalyse eingesetzt.